# إنيسفيل (أونتاريو)
إنيسفيل، أونتاريو (بالإنجليزية: Innisfil)‏ هي مدينة كندية تقع في مقاطعة أونتاريو. تبلغ مساحة هذه المدينة 284.1776 (كم²)، ويبلغ عدد سكانها 31175 نسمة حسب إحصاء سنة 2006 م، بينما كان يسكنها 28666 نسمة في سنة 2001 م. تحتل هذه المدينة المرتبة رقم 130 بين مدن كندا حسب عدد السكان والمرتبة رقم 52 في المقاطعة. نما عدد السكان في هذه المدينة بنسبة (8.8) بين العامين المذكورين.

## أعلام
- توماس هربرت لينوكس
- إيملي ميرفي
- تشارلز ويلوبي
- إدوارد ألفرد ليتل
- إدوين هولغيت

## وصلات خارجية
- الأطلس الحكومي لكندا
- إحصاءات كندا مع ساعة تعداد السكان